# Williams Tower
Williams Tower – wieżowiec w Houston w Stanach Zjednoczonych. Został zaprojektowany przez Johnson/Burgee Architects i Morris-Aubry. Budowa tego budynku rozpoczęła się w roku 1982 i zakończyła już w roku następnym. Było to niebywałe tempo jak na tak wysoki budynek (budowa zajęła tylko 16 miesięcy). Wykonano go w stylu postmodernistycznym, a do budowy użyto głównie betonu, stali i szkła. Ma 64 piętra i jest wysoki na 275 metrów. Daje mu to 3. pozycję w Houston. Całkowita powierzchnia tego budynku wynosi 148 644 m². Tę przestrzeń wykorzystuje się w celach biurowych. Budynek ten funkcjonuje w rzeczywistości jako dwie 32-piętrowe, osadzone jedna na drugiej części. Każda ma osobne windy, parkingi, itp. Jest to najwyższy budynek w mieście, znajdujący się poza centrum. Według niektórych standardów, jest to także najwyższy na świecie budynek znajdujący się poza CBD.